# Villaggio Pergusa
Il Villaggio Pergusa, altrimenti noto semplicemente come Pergusa, è la più importante tra le frazioni di Enna, se si esclude Enna Bassa. La località occupò un posto di rispetto nella letteratura classica, grazie ai versi che scrissero su di essa e sul suo lago poeti, oratori e scrittori tra cui si citano Ovidio, Cicerone e Claudiano.

## Storia
Fu Benito Mussolini, che predispose la bonifica del lago di Pergusa e la creazione del borgo tra il 1936 e il 1937, che fu denominato Villaggio Pergusa.

## Geografia fisica
Pergusa si sviluppa circa 5 km a sud di monte Enna, tra verdeggianti e dolci colline a un'altitudine variabile tra i 610 e i 750 m sul livello del mare. Il Villaggio si specchia sulle rive del suggestivo lago Pergusa, l'unico lago naturale della Sicilia.
Esso risulta facilmente raggiungibile via terra, dallo svincolo dell'autostrada A19 di Enna e dalla città stessa, attraversando la strada statale 561 Pergusina, lunga quasi 5 km; a Pergusa si può inoltre arrivare dalla Strada Interprovinciale Enna-Gela, che attraversa, fra l'altro, la città turistica di Piazza Armerina. La Stazione ferroviaria di Enna, infine, dista una decina di chilometri.

## Luoghi d'interesse
Il Villaggio Pergusa fu fondato come centro abitato ai tempi di Benito Mussolini, che bonificò i terreni paludosi e fece edificare le prime abitazioni.
Oggi Pergusa è una rinomata località di elevata risonanza per lo sport, la natura e il turismo: essa infatti sorge in un'incantevole posizione sulle rive dell'unico bacino naturale della Sicilia, il lago Pergusa, popolato da una ricchissima avifauna sia stanziale che migratoria. Il lago è circondato da sinuose colline, sulle quali si aggrappa la folta vegetazione della Selva Pergusina, facente parte delle foreste demaniali.
La cosiddetta Conca Pergusina è uno dei paesaggi più belli dell'isola, in quanto vi coesistono armonicamente lo stupendo lago, la sua foresta, il villaggio, i dolci colli ammantati di vigneti e uliveti, il giuncheto, il canneto e, in lontananza, il profilo maestoso del monte Etna.
Il Villaggio Pergusa è sovrastato da Cozzo Matrice, un rilievo che supera gli 800 m sul livello del mare, in cima al quale vi è una grande necropoli preistorica, con numerosissime tombe a grotticella e le vestigia di un'antichissima città.
Negli anni cinquanta, sulle rive del lago, fu impiantata una stazione balneare fornita di tutto punto.

## Impianti sportivi
- Attorno al bacino lacustre, si sviluppa l'Autodromo di Pergusa, l'impianto automobilistico più importante del Meridione d'Italia, che fu scenario di gare di risonanza internazionale organizzate dalla FIA e da altre federazioni, quali la Formula 1 (che disputò qui il Gran Premio del Mediterraneo nel 1961) o la cosiddetta Festa della Ferrari, cui parteciparono campioni del calibro di Michael Schumacher e Eddie Irvine. Dopo sette anni di sospensione dell'attività, grazie ai lavori di adeguamento del circuito, a partire dal 2011 le competizioni sono ritornate in riva al lago, sebbene solo a livello nazionale.

- Campo Comunale Enrico Greca: ristrutturato e riconsegnato alla città nel 2020. Impianto in erba sintetica di 4ª Generazione. La principale società calcistica di Pergusa è l'Apd Lagoreal 1981, fondata il 18 Luglio 1981 da Aldo Tinebra, che ha militato in campionati dilettantistici e con ottimi trascorsi come società di settore giovanile e attività di base.[senza fonte]

- Di recente fondazione il Kartodromo Gilles Villeneuve, analogamente alla società sportiva per amanti del karting è l'ASD Karting Club Pergusa.